# Myristica hooglandii
Myristica hooglandii är en tvåhjärtbladig växtart som beskrevs av James Sinclair.
Myristica hooglandii ingår i släktet Myristica och familjen Myristicaceae. Inga underarter finns listade i Catalogue of Life.